# Giovanni De Nicolao
Giovanni De Nicolao (Camposampiero, 10 giugno 1996) è un cestista italiano. Giocatore della Reyer Venezia.

## Biografia
È il fratello minore di Andrea e Francesco, entrambi cestisti di ruolo playmaker.

## Carriera
Inizia la sua carriera nelle squadre minori della provincia veneta per poi approdare nel 2014 alla Pallacanestro Vicenza. Nel 2016 decide di tentare l'esperienza a stelle e strisce e per tre anni gioca negli UTSA Roadrunners, compagine cestistica della omonima università pubblica texana. 
Terminata l'avventura americana torna in Italia dove disputa una stagione alla Fortitudo Agrigento in Serie A2, per poi passare a Varese in Serie A dove disputa tre campionati.
A giugno 2023 saluta la Lombardia per approdare al Napoli Basket, di cui diventa capitano.

## Statistiche

### College
| Anno      | Squadra          | PG  | PT | MP   | TC%  | 3P%  | TL%  | RP  | AP  | PRP | SP  | PP  |
| --------- | ---------------- | --- | -- | ---- | ---- | ---- | ---- | --- | --- | --- | --- | --- |
| 2016-2017 | UTSA Roadrunners | 33  | 33 | 27,2 | 32,3 | 26,1 | 67,1 | 2,6 | 3,3 | 1,7 | 0,1 | 8,2 |
| 2017-2018 | UTSA Roadrunners | 35  | 33 | 27,9 | 40,4 | 34,6 | 67,6 | 3,3 | 3,5 | 1,4 | 0,1 | 8,7 |
| 2018-2019 | UTSA Roadrunners | 32  | 32 | 31,6 | 37,9 | 28,4 | 65,6 | 4,5 | 3,7 | 1,4 | 0,3 | 7,7 |
| Carriera  | Carriera         | 100 | 98 | 28,9 | 36,6 | 30,0 | 66,8 | 3,5 | 3,5 | 1,5 | 0,1 | 8,2 |

## Palmarès
- Coppa Italia: 1

Napoli Basket: 2024